# Rajiv Gandhi
Rajiv Gandhi (hindi राजीव गांधी; ur. 20 sierpnia 1944 w Bombaju, zm. 21 maja 1991 w Sriperumbudur) – polityk indyjski, premier Indii od 31 października 1984, kiedy to objął to stanowisko, gdy została zamordowana jego matka, Indira Gandhi. Z funkcji zrezygnował 2 grudnia 1989. Jego żoną była Sonia Gandhi. Zginął w zamachu zorganizowanym przez Tamilskie Tygrysy. Z zamiłowania krótkofalowiec, posiadał znak VU2RG.

## Życiorys

### Młodość, edukacja i praca pilota
Pochodził z najbardziej znanej indyjskiej rodziny politycznej. Jego dziadek Jawaharlal Nehru był ojcem indyjskiej niepodległości i pierwszym premierem Indii po odzyskaniu niepodległości. Rajiv Gandhi nie był spokrewniony z Mahathmą Gandhim, choć obydwaj mieli te same nazwiska. Jego ojciec, Feroze, był jednym z liderów Indyjskiego Kongresu Narodowego, działaczami partii była też jego matka Indira Gandhi oraz babka, Kamala Nehru. Indira Nehru i Feroze Gandhi pobrali się podczas pobytu w Anglii.
Rajiv urodził się w 1944 roku w Bombaju, w czasie gdy jego rodzice za działalność niepodległościową przebywali w brytyjskich więzieniach. W 1947 roku Jawaharlal Nehru został premierem niepodległych Indii, a rodzina Nehru zamieszkała w Allahabadzie, a następnie w Lucknow. W Lucknow, Feroze został redaktorem gazety National Herald założonej przez Motilala Nehru. W 1949 roku Indira i jej dzieci przenieśli się do Delhi, aby żyć razem z Jawaharlalem, Indira pomagała ojcu w wykonywaniu obowiązków premiera, pomagając mu w domu. Tymczasem Feroze pozostał w Lucknow. W 1952 roku, Indira pomogła Feroze poprowadzić kampanię w wyborach do Parlamentu Indii. Po uzyskaniu mandatu, Feroze przeniósł się do Delhi. W późniejszym okresie rodzina Gandhi pokłóciła się jednak na dwa lata przed śmiercią Feroze w 1958 roku, rodzina pogodziła się i spędziła wspólne wakacje w Kaszmirze. Feroze zmarł dwa lata później, w 1960 roku. W chwili śmierci ojca, Rajiv uczył się w prywatnej szkole z internatem, Doon School, w Dehradun. W 1961 roku rozpoczął studia w Londynie. W 1962 roku zaproponowano mu miejsce w Trinity College na Uniwersytecie Cambridge aby studiował inżynierię. Rajiv mieszkał i uczył się w Cambridge do 1965 roku, jednak nie ukończył studiów inżynierskich. W 1966 roku przyjął propozycję studiów na Imperial College w Londynie, opuszczając studia po roku. Rajiv po powrocie do Indii rozpoczął pracę jako pilot w indyjskich liniach lotniczych. W 1966 jego matka została premierem, Rajiv nie interesował się jednak polityką i nie mieszkał regularnie w Nowym Delhi w rezydencji premiera. W 1970 roku urodziło się jego pierwsze dziecko Rahul Gandhi, w 1972 roku urodziła się córka Rajiva, Priyanka Gandhi. Młodszy brat Rajiva, Sanjay został doradcą matki, Rajiv dalej pozostawał z dala od polityki.

### Początek kariery politycznej
Po śmierci jego młodszego brata w 1980 roku, Gandhi został namówiony przez matkę i polityków IKN do wejścia do polityki. On i jego żona byli początkowo przeciwni temu pomysłowi, a on sam publicznie oświadczył, że nie chce zastąpić na funkcji doradcy swojego zmarłego brata. Niemniej jednak, w końcu ogłosił swoją kandydaturę do parlamentu. Jego wejście do polityki zostało skrytykowane przez opozycję. Rajiv w 1982 roku razem z bliskim przyjacielem, a następnie ministrem sportu Sardarą Butą Singhiem został członkiem Komitetu Organizacyjnego Igrzysk Azjatyckich w 1982 roku jako przewodniczący komisji. W lutym 1981 roku Gandhi został doradcą politycznym matki a wkrótce został prezesem Kongresu Młodzieży – młodzieżówki IKN. Gdy jego matka, Indira, została zamordowana przez sikhijskich ekstremistów w dniu 31 października 1984 roku, Rajiv przebywał w Zachodnim Bengalu. Minister Sardar Buta Singh i przewodniczący Kongresu Zail Singh namówili Rajiva aby został premierem Indii. W okresie narastającego napięcia między sikhami a hindusami, wielu polityków w tym Rajiv było oskarżanych przez sikhów o polityczne wykorzystanie zamachu i wzniecanie niepokojów. Wkrótce po objęciu urzędu premiera, Rajiv poprosił prezydenta Zaila Singha o rozwiązanie parlamentu i zwołanie nowych wyborów. W przyśpieszonych wyborach Kongres odniósł miażdżące zwycięstwo, odnosząc największą liczbę mandatów w historii indyjskiego parlamentu. Jako premier był postrzegany jako młody reformator, wolny od korupcji wcześniejszych pokoleń indyjskich polityków.

#### Jako premier

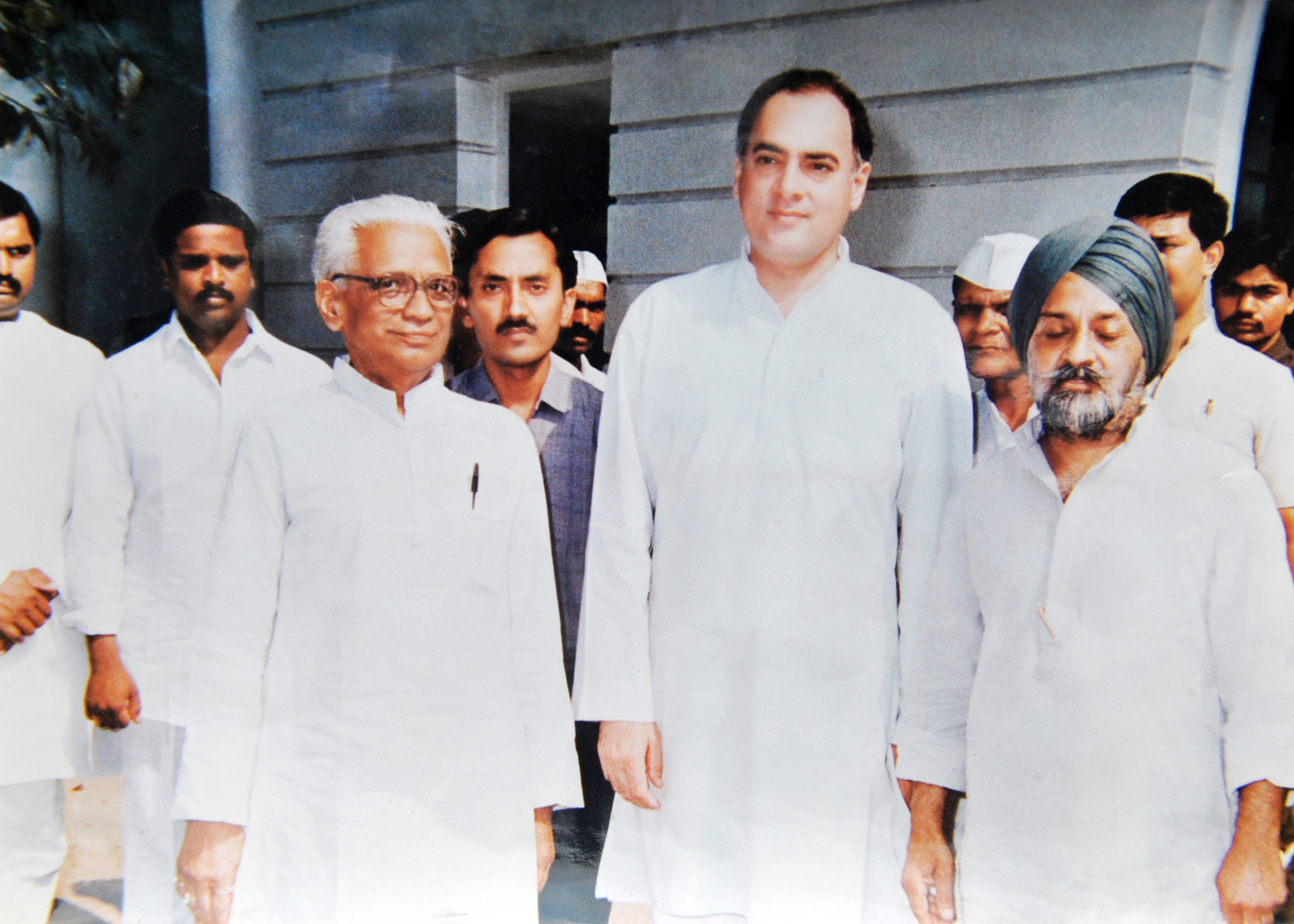
Rajiv Gandhi i Ram Kishore Shukla w 1988 roku

Gandhi zmodernizował i unowocześnił indyjską gospodarkę. Jako premier zwiększył wsparcie finansowe rządu dla nauki i techniki, zmniejszył import, podatki i cła na przemysł oparty na technologii, a zwłaszcza komputery, linie lotnicze, obronę i telekomunikację. W 1986 roku ogłosił krajową politykę modernizacji edukacji i rozszerzył studia wyższe w całych Indiach. W 1986 roku założył system Jawahar Navodaya Vidyalaya, zapewniający wiejskiej części społeczeństwa, bezpłatną edukację do 12 klasy. W tym samym roku utworzył MTNL, rozwijając system który po zreformowaniu był lepiej znany jako PCO, polegał on na rozmieszczaniu telefonów na obszarach wiejskich. Znacznie zmniejszył licencję Raj, co w okresie po 1990 roku umożliwiło osobom prywatnym i przedsiębiorcom zakup kapitału, dóbr konsumpcyjnych bez biurokratycznych ograniczeń. Rajiv rozpoczął kampanię policyjno-wojskową mającą na celu likwidację terroryzmu w Pendżabie w dużej mierze zamieszkanego przez Sikhów.

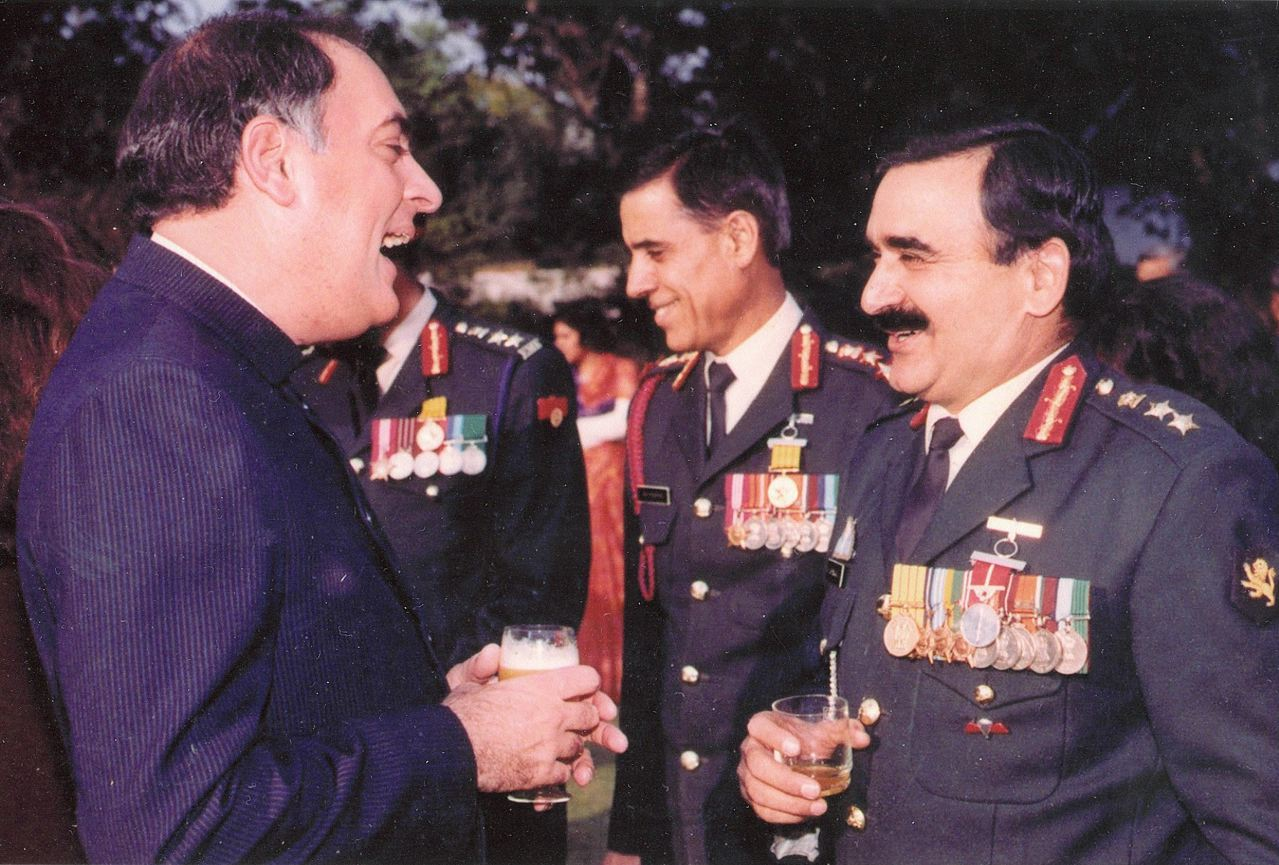
Rajiv Gandhi i indyjscy wojskowi

Polityka zagraniczna Rajiva Gandhiego mimo jego zbliżonych do matki, lewicowo-socjalistycznych poglądów różniła się od kierunku wyznaczonego przez jego matkę. Poprawił on stosunki ze Stanami Zjednoczonymi i rozszerzył współpracę gospodarczą i naukową z tym państwem, w okresie rządów Indiry jej program polityki zagranicznej polegał m.in. na polepszeniu stosunków z ZSRR kosztem stosunków z USA. Gandhi był współorganizatorem wspólnej sesji Kongresu USA i Indii. W czasie wizyty w ZSRR spotkał się z premierem Nikołajem Tichonowem, Andriejem Gromyko i sekretarzem generalnym KPZR Michaiłem Gorbaczowem. W czasie jego rządów poprawiono stosunki ze Sri Lanką. Poprzednie gabinety rządowe utrzymywały przyjazne stosunki z socjalistycznymi rządami w latach 60. i 70., jednak relacje indyjsko-cejlońskie zmieniły się po przejęciu władzy na wyspie prawicowej Zjednoczonej Partii Narodowej i konflikcie syngaleskiego rządu z tamilskimi separatystami z Tamilskich Tygrysów. 29 lipca 1987 roku Gandhi i prezydent Sri Lanki Junius Richard Jayewardene podpisali układ o przyjaźni indyjsko-cejlońskiej. Następnego dnia, 30 lipca, doszło do nieudanej próby zamachu na Gandhiego, premier w czasie warty honorowej został uderzony w tył głowy przez młodego syngaleskiego ekstremistę, kadeta marynarki Vijayamunige Rohana de Silvę podczas odbierania warty honorowej. Rohan dokonał zamachu ze względu na rzekome indyjskie wsparcie dla Tamilów. W czasie swoich rządów udzielił wsparcia rządowi Sri Lanki wysyłając na wyspę Indyjskie Siły Pokojowe. W 1988 roku udzielił wsparcia legalnemu rządowi Malediwów w czasie zamachu stanu przeprowadzonego przez Organizację Wyzwolenia Ludu Tamilskiego Ilamu w 1988 roku.

#### Zamach na Gandhiego

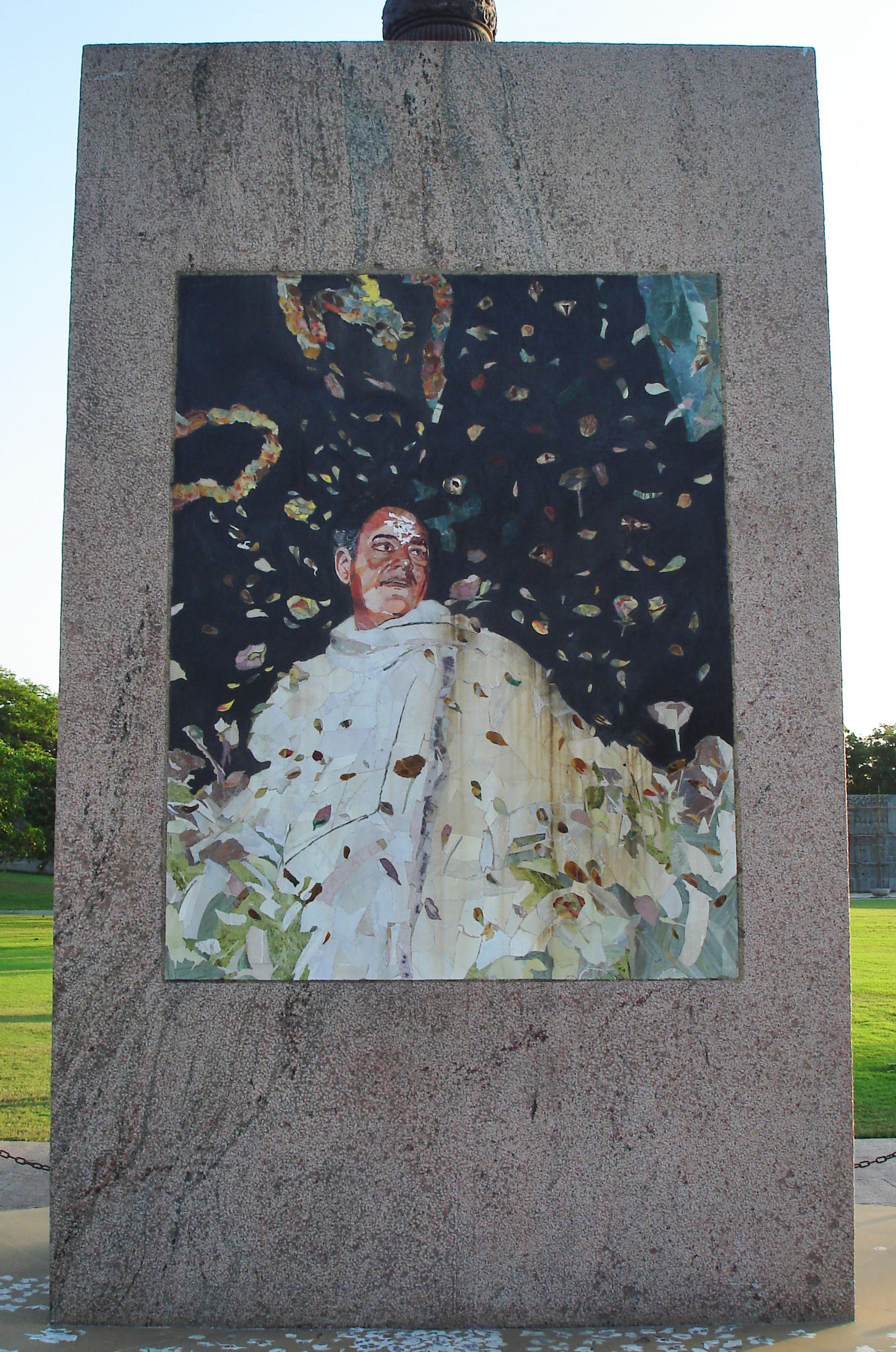
Mozaika upamiętniająca Gandhiego w Sriperumbudur

Ostatnie publiczne spotkanie Rajiva Gandhiego odbyło się w Sriperumbudur w dniu 21 maja 1991 roku. Spotkał tam się z wyborcami jako kandydat do Lok Sriperumbudur Sabha, indyjskiego parlamentu jako kandydat Kongresu. Zamach został przeprowadzony przez terrorystów z tamilskiej organizacji separatystycznej Tamilskie Tygrysy. O godzinie 10:21, kobieta (później zidentyfikowana jako Thenmozhi Rajaratnam) zbliżyła się do Rajiva Gandhiego i przywitała się z nim. Zgodnie z indyjską tradycją, witając się, pochyliła się, by dotknąć jego stóp. W tym samym momencie zdetonowała pas z ładunkiem z 700 gramami RDX, schowanymi pod jej suknią. Wybuch zabił Rajiva Gandhiego, terrorystkę oraz 14 innych osób. Cały zamach został nagrany przez lokalnego fotografa, którego aparat i film zostały znalezione na miejscu zamachu. Sam kamerzysta zginął w wybuchu, jednak aparat został nienaruszony. Okaleczone ciało Rajiva Gandhiego zostało przewiezione do All India Institute of Medical Sciences w Nowym Delhi, gdzie jego zwłoki zostały zabalsamowane. Pogrzeb Gandhiego odbył się 24 maja 1991 roku. Jego pogrzeb był transmitowany na żywo w kraju i zagranicą; w pogrzebie uczestniczyli dostojnicy z ponad 60 państw świata. Gandhi został poddany kremacji nad brzegiem rzeki Jamuna, w pobliżu miejsc, gdzie złożono prochy jego matki, brata, dziadka i Mahatmy Gandhiego. Dzisiaj miejsce, gdzie został poddany kremacji, jest znane jako Vir bhumi. Według wyroku Sądu Najwyższego morderstwo zostało przeprowadzone z powodu animozji Tamilskich Tygrysów do Rajiva Gandhiego (który jako premier wysłał na Sri Lankę Indyjskie Siły Pokojowe) i pomocy udzielonej przez Indie rządowi Malediwów w czasie zamachu stanu przeprowadzonego przez Organizację Wyzwolenia Ludu Tamilskiego Ilamu w 1988 roku. W sprawozdaniu Komisji Jain o udział w zabójstwie Gandhiego podejrzane były różne osoby i agencje. Wśród nich znalazł się kontrowersyjny, radykalny duchowny Chandraswami, który według jednej z wersji miał sfinansować zamach. Członek pięcioosobowej grupy tamilskich separatystów, S Nalini Sriharan, został aresztowany w dniu 14 czerwca 1991, a następnie wraz z 25 innymi terrorystami skazany na śmierć 28 stycznia 1998 roku. Ostatecznie wyroki śmierci zapadły na jedynie czterech terrorystach, w tym na Nalinim. Nalini twierdził, że żałuje zabójstwa byłego premiera i że prawdziwi spiskowcy nie zostali jeszcze ujęci; złożył wniosek do prezydenta Indii o uniewinnienie, który został jednak odrzucony. Burzę wywołało sprawozdanie okresowe komisji Jain, w którym o rolę w zamachu oskarżony został tamilski polityk M. Karunanidhi. Anton Balasingham, rzecznik Tamilskich Tygrysów, w wywiadzie dla indyjskiej stacji telewizyjnej Indian NDTV uznał, że zabójstwo było wielką tragedią, której głęboko żałuje.

## Upamiętnienie

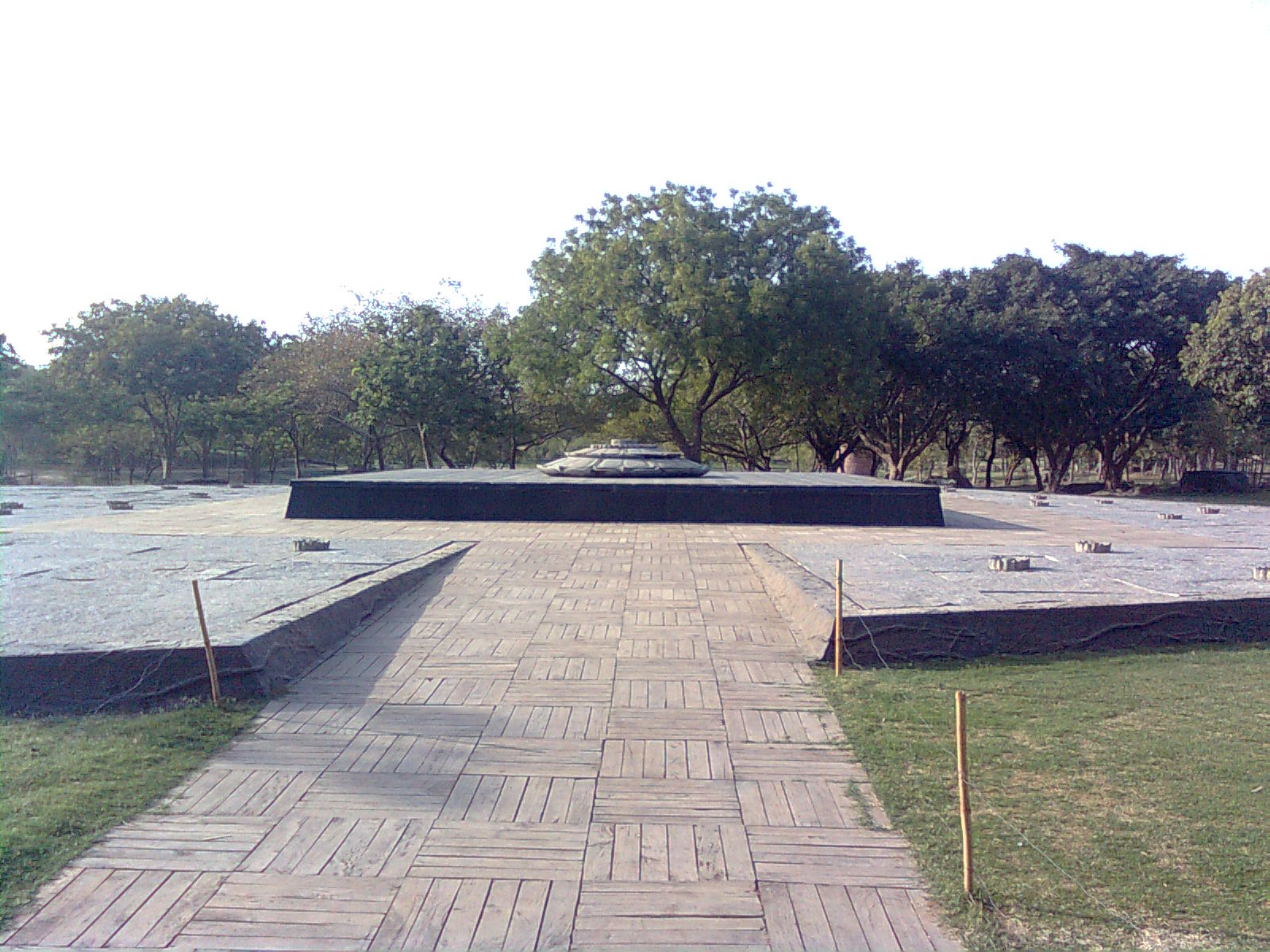
Vir Bhumi, miejsce w Delhi, gdzie zostało skremowane ciało Rajiva Gandhiego, jego matki, brata, dziadka oraz Mahatmy Gandhiego

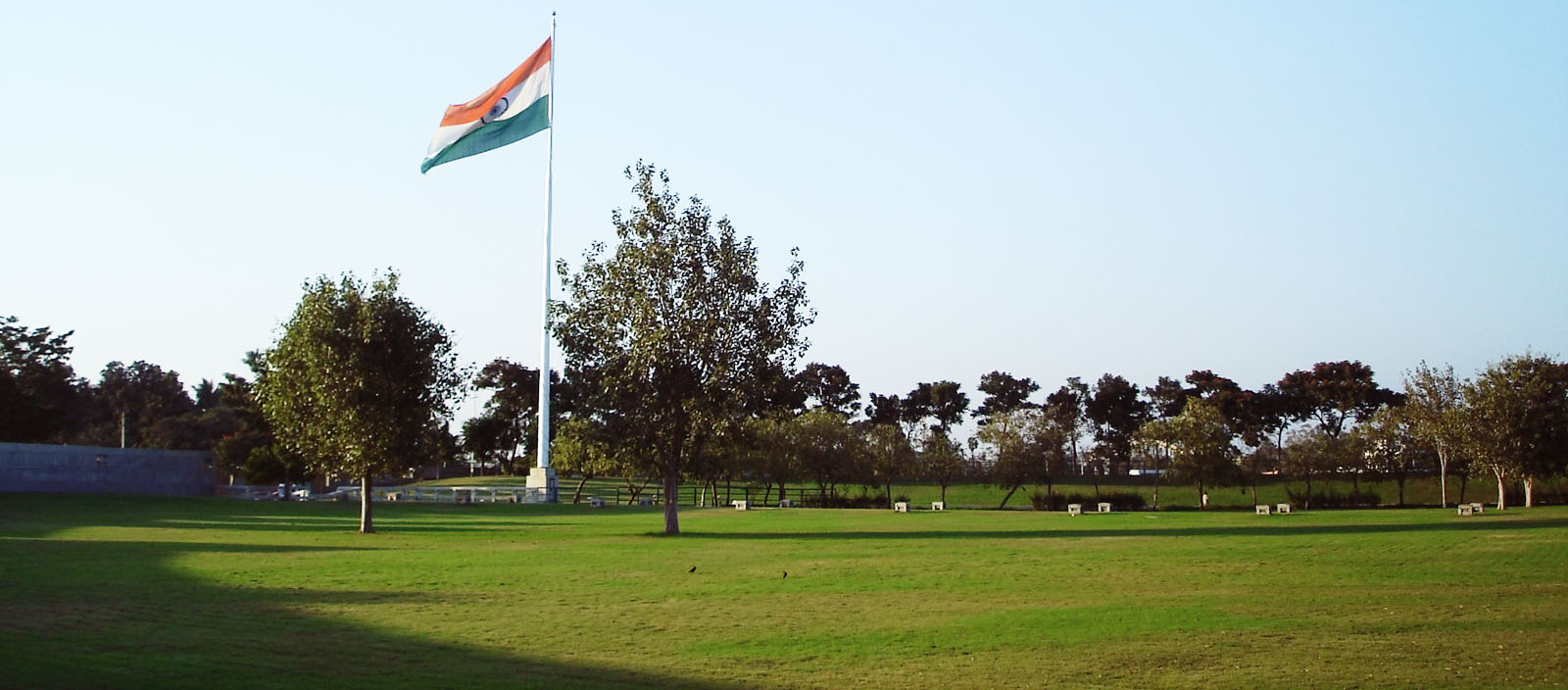
Memoriał Rajiva Gandhiego w Sriperumbudur

W miejscu morderstwa wybudowany został memoriał na cześć Rajiva Gandhiego. Lotnisko wybudowane w Hyderabad otrzymało nazwę Rajiv Gandhi International Airport, a jego inauguracji przewodniczyła Sonia Gandhi. Jego imię nosi również Rajeev Gandhi Memorial Boarding School w Sheopur. W 1992 roku powołano nowy order państwowy, Rajiv Gandhi National Sadbhavana Award.